# Nietulisko (gmina)
Nietulisko (alt. Nietulisko Duże; od 1870 Kunów) – dawna gmina wiejska istniejąca do 1870 roku w guberni radomskiej. Siedzibą władz gminy było Nietulisko.
Gminę zbiorową Nietulisko utworzono 13 stycznia 1867 w związku z reformą administracyjną Królestwa Polskiego. Gmina weszła w skład nowego powiatu opatowskiego w guberni radomskiej i liczyła 2531 mieszkańców.
W jej skład weszły wsie Bór Kupowski, Doły Biskupie, Doły Opacie, Krynki, Folwark Kunów, Małachów, Nietulisko Duże, Nietulisko Małe, Prawencin, Rudka, Udziców i Janik.
13 stycznia 1870 do gminy przyłączono pozbawiony praw miejskich Kunów, po czym gmina została zniesiona przez przemianowanie na gminę Kunów.